# 桃瀬あやみ
桃瀬 あやみ（ももせ あやみ、10月20日 - ）は、日本の女性声優。宮城県出身。C&Oプロダクションに所属していた。現在は2児の母。

## 出演作品

### テレビアニメ
2015年
- おまかせ!みらくるキャット団（藤桜子[1]、タリン[2]）

### CM
- レコチョク×オトタビ内「レコチョクベスト」（OL）

### 舞台
- 「便想学」演出 - 千葉繁
- 「誰かが誰かを愛してる」 演出 - 千葉繁
- 「見果てぬ夢」演出 - 千葉繁

- 劇団天然ポリエステル第16回公演「大人」-野々果・薄羽役
- GHETTOプロデュース第2弾公演「Big Mouth」-近江未来役
- 劇団天然ポリエステル第17回公演「モラルハザード」-ももか姫役